# A E I O U - Alphabet rapide de l'amour
 (janvier 2022).
Si vous disposez d'ouvrages ou d'articles de référence ou si vous connaissez des sites web de qualité traitant du thème abordé ici, merci de compléter l'article en donnant les références utiles à sa vérifiabilité et en les liant à la section « Notes et références ».
Pour plus de détails, voir Fiche technique et Distribution.
A E I O U - Alphabet rapide de l'amour (A E I O U – Das schnelle Alphabet der Liebe) est un film franco-allemand réalisé par Nicolette Krebitz et sorti en 2022.

## Fiche technique
Sauf indication contraire, les informations mentionnées dans cette section peuvent être confirmées par la base de données cinématographiques IMDb,  présente dans la section « Liens externes ».
- Titre original : A E I O U – Das schnelle Alphabet der Liebe
- Titre français : A E I O U - Alphabet rapide de l'amour
- Titre anglophone : A E I O U - A Quick Alphabet of Love
- Réalisation et scénario : Nicolette Krebitz
- Photographie : Reinhold Vorschneider
- Montage : Bettina Böhler
- Pays de production :  Allemagne,  France
- Format : Couleurs - 1,85:1
- Genre : drame
- Dates de sortie :
  - Allemagne : 13 février 2022 (Berlinale 2022)
  - Allemagne : 16 juin 2022
  - France : 21 décembre 2022

## Distribution
- Sophie Rois : Anna
- Udo Kier : Michel
- Milan Herms : Adrian
- Nicolas Bridet : inspecteur Gregori

## Accueil

### Accueil critique
En France, le site Allociné propose une moyenne de 2,3⁄5, fondée sur 6 critiques de presse.

## Distinction

### Sélection
- Berlinale 2022 : en compétition officielle